# (29105) 1981 EY22
A (29105) 1981 EY22 a Naprendszer kisbolygóövében található aszteroida. Schelte J. Bus fedezte fel 1981. március 2-án.